# Bufarik
Bufarik – miasto w Algierii, w prowincji Al-Bulajda. W 2008 roku liczyło 57 162 mieszkańców. Ośrodek regionu rolniczego.